# 華澤集團
華澤集團有限公司，簡稱華澤集團，在2006年，由民營企業家吳向東創立，主要經營各種酒類產品，包括百酒、葡萄酒、青棵酒等產品，主要品牌為「今緣春」、「湘山」、「李渡」、「太白」、「湘窖」、「开口笑」、「邵阳」、「雁峰」、「无比」、「香格里拉」、「大藏秘」、「天籁」、「玉泉」、「榆树钱」、「恒美」、「金六福」、「六福人家」、「大元帅」、「临水」、「临水玉泉」，以及「皇家庆宴」。

## 历史
其中在2007年，收購前上市公司的，新华联国际控股有限公司，並把旗下香格里拉酒业股份有限公司，以及黑龙江玉泉酒业有限责任公司注入，成為今天的金六福投資有限公司（港交所：0472），另外也先後收購當時國有酒類企業，包括吉林省榆树钱酒业有限公司、桂林湘山酒业有限公司、四川金六福酒业有限公司等企業。
總部位於北京市朝外大街甲6号万通中心A座21A层。

## 連結
- VATS.com.cn （页面存档备份，存于）